# Pierre Théoma Boisrond-Canal

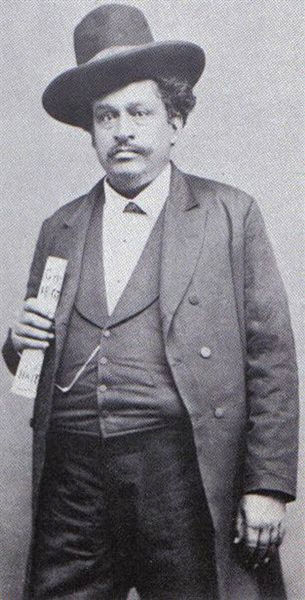
Pierre Théoma Boisrond-Canal.

Pierre Théoma Boisrond-Canal (12 de junio de 1832 - 6 de marzo de 1905) fue un político haitiano que desempeñó el cargo de presidente de Haití en tres ocasiones.

## Biografía
Boisrond-Canal nació el 12 de junio de 1832 en la ciudad de Les Cayes, Haití. Tras iniciar su carrera militar, tuvo el rango de oficial desde 1858 hasta 1867, durante el gobierno de Fabre Geffrard. Posteriormente se retiró del ejército y se dedicó a la agricultura.

### Primera presidencia (1876 -1879)
Su carrera política comenzó en 1870, bajo la presidencia de Nissage Saget, cuando fue elegido senador en Port-au-Prince, siendo reelegido hasta 1875. Tras los disturbios de mayo de ese mismo año, se exilió en Kingston (Jamaica) durante unas pocas semanas. A su regreso fue nombrado comandante del ejército en el Departamento Oeste por el presidente Michel Domingue. El 23 de abril de 1876, sustituyó a Domingue como primer presidente del gobierno provisional, antes de convertirse en presidente de Haití de forma constitucional el 17 de julio de 1876, por elección de la Asamblea Nacional. La Constitución de 1867 le dio un mandato de cuatro años. Durante esta primera administración Boisrond-Canal, las tensiones en la política nacional y en asuntos exteriores crecieron, en particular debido a las diferencias entre los partidos liberal y nacionalista en el Parlamento. Tras un acalorado debate en la Cámara de Representantes el 30 de junio de 1879, se produjeron disturbios en Port-au-Prince en los que el líder liberal Jean-Pierre Boyer-Bazelais jugó un papel importante. Si bien el gobierno logró restablecer la ley y el orden, Boisrond-Canal renunció a la presidencia al mes siguiente, el 17 de julio, incapaz de mediar entre los partidos Liberal y Nacional. El sucesor a la presidencia fue, tras la presidencia provisional de Joseph Lamothe, Lysius Salomon. Después de su renuncia, Boisrond-Canal de nuevo se exilió en Jamaica.

### Segunda presidencia (1888)
Tras el regreso de Boisrond-Canal del exilio y la renuncia de Salomon, el 10 de agosto de 1888, Boisrond-Canal fue nombrado nuevo presidente interino de Haití. Le sucedió en la presidencia François Denys Légitime el 16 de octubre de 1888.

### Tercera presidencia (1902)
El 26 de mayo de 1902, Boisrond-Canal fue nombrado sucesor de Tirésias Simon Sam como nuevo presidente interino de Haití. El 17 de diciembre de 1902 Pierre Nord Alexis se convirtió en su sucesor.
Boisrond-Canal fue uno de los políticos más influyentes de su tiempo en Haití y durante su vida influenció significativamente la política haitiana, aun cuando estuviera fuera del cargo de presidente. Falleció en Port-au-Prince, el 6 de marzo de 1905.
El hermano menor de Boisrond-Canal, Louis-Auguste Boisrond-Canal, fue una figura política activa en 1908 como miembro de la Comisión para el orden público, y presidente interino de Haití.